# Крепидот шафранно-пластинчатый
Крепидо́т (крепидо́тус) шафра́нно-пласти́нчатый (лат. Crepidotus crocophyllus) — вид грибов рода крепидот (Crepidotus).

## Описание
Плодовое тело шляпочное, сидячее, прикрепляется к субстрату краем или верхней поверхностью, ножка отсутствует.
Шляпка диаметром 1—5 см, полуокруглая, почковидная. Край ровный, завёрнутый. Поверхность светлая, с мелкими жёлто-оранжевыми или светло-коричневыми чешуйками.
Пластинки расходятся радиально от точки прикрепления, относительно узкие, частые, жёлтого, абрикосового или светло-оранжевого цвета, с белым краем..
Мякоть белая, тонкая, без запаха, со сладковатым вкусом.
Остатки покрывал отсутствуют.
Споровый порошок охряно-бурый. Споры неамилоидные, желтовато-охряные, почти шаровидные, диаметром 5,5—7 мкм, мелкобородавчатые или с точечной орнаментацией до почти гладких.
Хейлоцистиды булавовидные, вздутые, реже цилиндрические или ампуловидные, размерами 25—60×5—15 мкм.
Гифальная система мономитическая, гифы с пряжками, диаметром 2,5—7 мкм, в кожице шляпки инкрустированы пигментом буровато-красного цвета. Тип пилеипеллиса — кутис, состоит из радиально расходящихся гиф.
Трама пластинок неправильная или субрегулярная.
Базидии четырёхспоровые, булавовидные, со слабо выраженной центральной перетяжкой, размерами 25—35×5—8 мкм, с пряжкой в основании.

## Экология
Сапротроф на остатках древесины лиственных пород, вызывает белую гниль. Известен в Европе, Азии (Иран), Северной Америке, Центральной Америке, встречается на древесине бука (Fagus), клёна (Acer), липы (Tilia), тополя (Populus), дуба (Quercus) и других родов.